# Don Samuelson
Donald William "Don" Samuelson, född 27 juli 1913 i Woodhull, Illinois, död 20 januari 2000 i Seattle, Washington, var en amerikansk republikansk politiker. Han var guvernör i delstaten Idaho 1967–1971.
Samuelson deltog i andra världskriget i USA:s flotta och var därefter verksam som företagare. I delstaten Idahos senat på 1960-talet profilerade Samuelson sig som en konservativ republikan. År 1967 efterträdde han Robert E. Smylie som guvernör. I delstatens högsta ämbete företrädde han gruvbolagens intressen och blev kritiserad av miljörörelsen, något som bidrog till att han inte lyckades bli omvald i guvernörsvalet 1970. År 1971 efterträddes han som guvernör av Cecil D. Andrus. Samuelsons självbiografiska bok His hand on my shoulder utkom år 1993. Han omkom år 2000 i en hjärtinfarkt på sjukhuset Swedish Medical Center i Seattle. Metodisten Samuelson gravsattes på Pinecrest Memorial Park i Sandpoint.